# Acontia arida
Acontia arida là một loài bướm đêm trong họ Noctuidae.